# مارسيل روزغوني
مارسيل روزغوني (بالألمانية: Marcel Rozgonyi)‏ هو لاعب كرة قدم ألماني في مركز الدفاع، ولد في 28 يناير 1976 في هويرسفيردا في ألمانيا. لعب مع إنيرجي كوتبوس وساتشسين لايبزيغ وشالكه 04 ونادي ساربروكن ونادي ماغديبورغ.

## وصلات خارجية
- مارسيل روزغوني على موقع قاعدة بيانات كرة القدم.إي يو (الإنجليزية)
- مارسيل روزغوني على موقع بيانات كرة القدم. دي إي (الألمانية)
- مارسيل روزغوني على موقع عالم كرة القدم.نت (الإنجليزية)